# پرگنه
پَرگَنه واژه‌ای است فارسی که در قدیم برای یکی از واحدهای تقسیمات کشوری در شبه قاره هند به‌کار می‌رفت.
واژةٔ پرگنه در فارسی به زمینی گفته می‌شود که از آن مال و خراج می‌گیرند.
در هندوستان، اصطلاح پرگنه از زمان سلطان‌نشین دهلی رواج یافت و به یک منطقه مالیاتی اطلاق می‌شد که از دهستان‌های مالیاتی کوچک‌تر تشکیل یافته‌بود.
- در زمان شیرشاه سوری منصب‌هایی با عنوان شیقدار (رئیس شهربانی)، امین یا منصف (ارزیاب خراج)، کارکن (دفتردار) در پرگنه‌ها ایجاد شد.
- همچنین کلمه ی پرگنه مصوب فرهنگستان علوم است که به معنی کلنی است